# Famiglia Kapoor
La famiglia Kapoor è un'importante famiglia indiana operante nello show business, con una lunga storia nel cinema hindi. Molti dei suoi membri hanno avuto una carriera come attori, registi e produttori.

## Storia della famiglia
È una famiglia di provenienza punjabi. Prithviraj Kapoor, nato nel 1906 nella città di Samundri, è stato il primo della famiglia a intraprendere una carriera nel cinema. Il padre, Basheshwarnath Kapoor, era ufficiale di polizia nella polizia imperiale indiana nella città di Peshawar; mentre suo nonno, Keshavmal Kapoor, era di Samundri, India britannica. Il primo ruolo da protagonista di Prithviraj è stato in Cinema Ragazze nel 1929.
Tutti e tre i figli di Prithviraj Kapoor, Raj Kapoor, Shammi Kapoor e Shashi Kapoor hanno fatto carriera nell'industria cinematografica Hindi. Raj Kapoor noto anche come "il più grande showman del cinema indiano", è diventato un noto attore di film, produttore e regista di cinema hindi.
I figli di Raj Kapoor, Randhir Kapoor e Rishi Kapoor, sono diventati anche loro attori noti; il figlio più giovane invece, Rajiv Kapoor, non ha avuto lo stesso successo dei suoi fratelli. La figlia di Shashi Kapoor, Sanjana Kapoor anche lei attrice di film, ha avuto una breve carriera.

## Membri della famiglia Kapoor

### Prima generazione
- Prithviraj Kapoor - primo membro della famiglia ad entrare nel cinema hindi, comunemente noto come Bollywood.
- Trilok Kapoor - secondo figlio di Basheshwarnath Kapoor

### Seconda generazione
- Raj Kapoor - figlio primogenito di Prithviraj; sposato con Krishna Malhotra, sorella dell'attore Prem Nath
- Shammi Kapoor - secondo figlio di Prithviraj; sposato con Geeta Bali (prima moglie) e Neila Devi (la seconda moglie)
- Shashi Kapoor - figlio più giovane di Prithviraj; sposato con Jennifer Kendal

### Terza generazione
- Randhir Kapoor - figlio maggiore di Raj Kapoor; sposato con Babita
- Ritu Nanda nata Kapoor - figlia maggiore di Raj Kapoor; sposata con Rajan Nanda
- Rima Kapoor Jain - seconda figlia di Raj Kapoor; sposata con Manoj Jain
- Rishi Kapoor - secondo figlio di Raj Kapoor; sposato con Neetu Singh Kapoor
- Rajiv Kapoor - figlio più giovane di Raj Kapoor
- Aditya Raj Kapoor - figlio di Shammi Kapoor e Geeta Bali
- Karan Kapoor - figlio maggiore di Shashi Kapoor e Jennifer Kendal
- Kunal Kapoor - figlio più giovane di Shashi Kapoor e Jennifer Kendal
- Sanjana Kapoor - figlia di Shashi Kapoor e Jennifer Kendal; sposata con Valmik Thapar

### Quarta generazione
- Karisma Kapoor - figlia maggiore di Randhir Kapoor e Babita; era sposata con Sanjay Kapur, un uomo d'affari.
- Kareena Kapoor - figlia minore di Randhir Kapoor e Babita; sposata con l'attore Saif Ali Khan.
- Riddhima Kapoor Sahani - figlia di Rishi Kapoor e Neetu Singh Kapoor.
- Ranbir Kapoor - figlio di Rishi Kapoor e Neetu Singh Kapoor
- Nikhil Nanda - figlio di Ritu Nanda e Rajan Nanda; sposato con Shweta Bachchan, figlia di attori Amitabh Bachchan e Jaya Bachchan
- Armaan Jain - figlio di Rima Jan e Manoj Jain, ha debuttato come attore in The Inbetweeners[12].
- Shivani Kapoor - cugino di Karisma e Kareena Kapoor[13].

## Galleria d'immagini

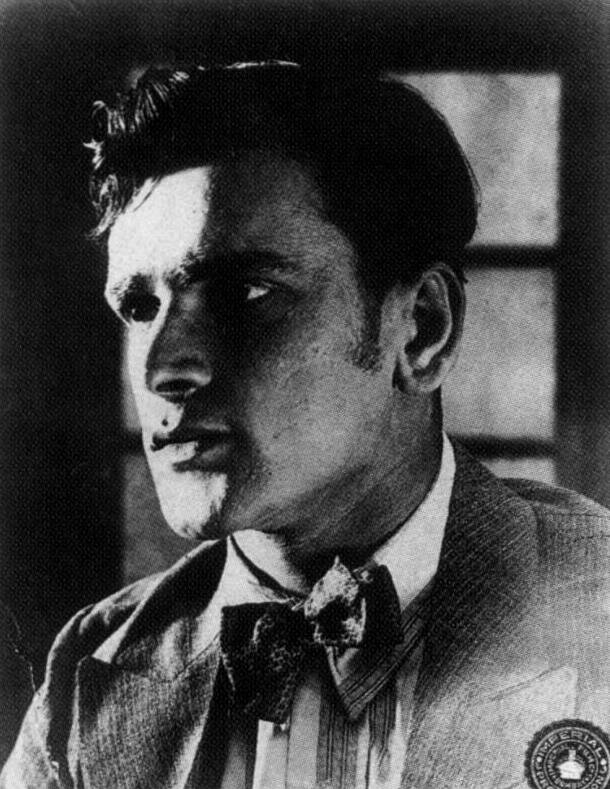
Prithviraj Kapoor
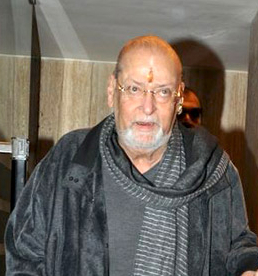
Shammi Kapoor
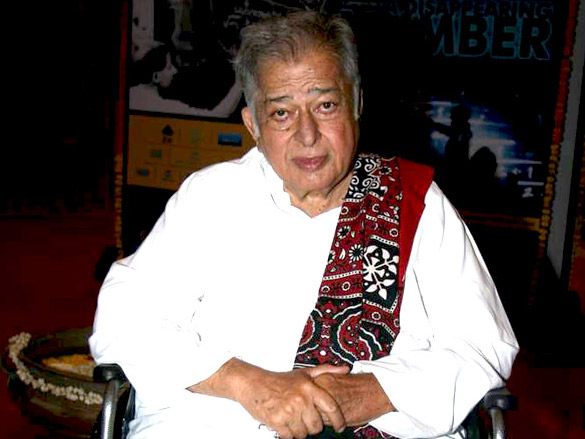
Shashi Kapoor
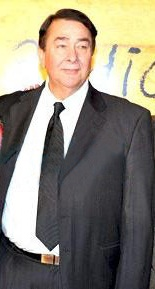
Randhir Kapoor
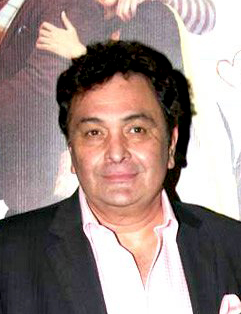
Rishi Kapoor
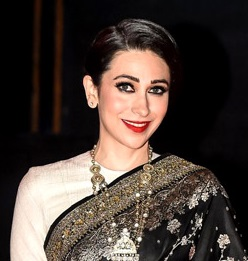
Karisma Kapoor
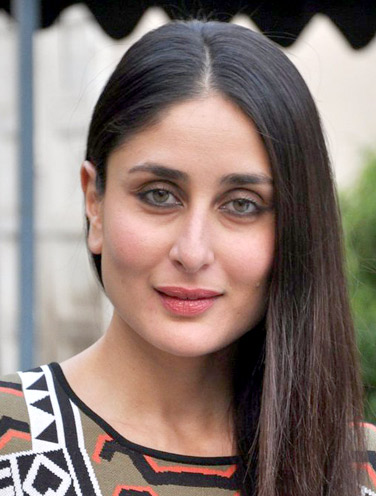
Kareena Kapoor
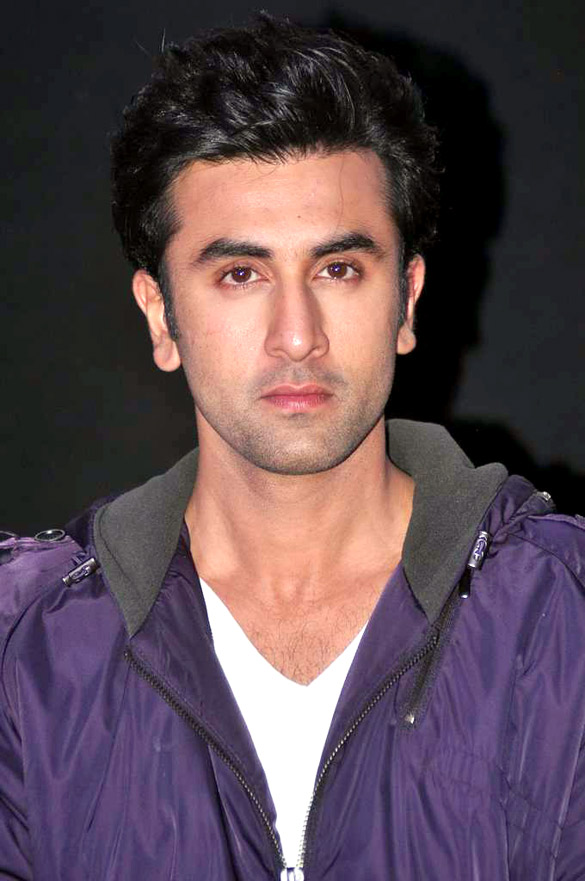
Ranbir Kapoor
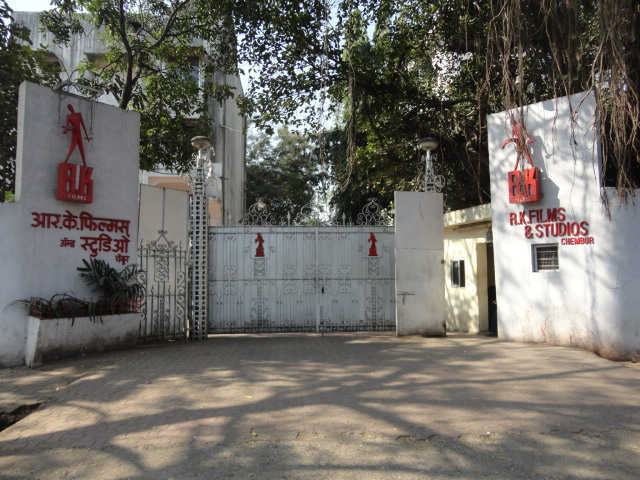
Entrata della R.K. Film and R. K. Studio a Mumbai.